# XIII (jogo eletrônico)
XIII (pronunciado: treze) é um jogo eletrônico de tiro em primeira pessoa lançado para PlayStation 2, GameCube, Xbox, Mac e PC, baseado nas historias em quadrinhos belga do mesmo nome. XIII foi desenvolvido e publicado pela Ubisoft e lançado em 28 de novembro de 2003. O jogo foi publicado para Mac OS X pela Feral Interactive. A versão para PC em DVD-ROM foi relançada recentemente no Reino Unido pela produtora Sold-Out Software de jogos.

## Jogabilidade
XIII é um jogo de Tiro em primeira pessoa com elementos de stealth e de ação. É possível usar uma variedade de armas e equipamentos para desvendar o mistério em 13 capítulos e 54 missões.